# Sophronica bifoveata
Sophronica bifoveata är en skalbaggsart som beskrevs av Aurivillius 1914. Sophronica bifoveata ingår i släktet Sophronica och familjen långhorningar. Inga underarter finns listade i Catalogue of Life.